# Jean-Pierre Grallet
Jean-Pierre Grallet (Rozelieures, 20 maggio 1941) è un arcivescovo cattolico francese, dal 18 febbraio 2017 arcivescovo emerito di Strasburgo.

## Biografia
Jean-Pierre Grallet è nato a Rozelieures il 20 maggio 1941 da Jean Grallet, un agricoltore, e Jeanne Guyon.

### Formazione e ministero sacerdotale
Ha compiuto gli studi secondari a Saint-Joseph d'Épinal e nel seminario minore di Nancy. Ha quindi proseguito la sua formazione presso il seminario maggiore di Nancy e poi nello scolasticato francescano di Orsay. Ha conseguito una laurea in teologia e una seconda laurea in storia presso l'Università di Besançon.
Il 17 settembre 1965 ha emesso la prima professione nell'Ordine dei frati minori. In seguito e fino al 1969 ha prestato servizio come catechista tra i bambini portatori di handicap a Orsay. Il 15 settembre 1968 ha pronunciato la professione solenne a Épinal e il 28 giugno dell'anno successivo è stato ordinato presbitero. Dal 1969 al 1972 è stato educatore e cappellano del Collegio "Sant'Antonio" di Phalsbourg. Nel 1972 è stato trasferito a Besançon. Lì è stato incaricato della pastorale scolastica e dei pellegrinaggi dal 1972 al 1974; custode dal 1973 al 1985; cappellano del liceo classico "Palante" di Besançon dal 1974 al 1977; assistente spirituale della Fraternità francescana secolare dal 1974 al 1985; formatore degli ascoltatori di "SOS Amitié" dal 1975 al 1985; definitore provinciale dal 1976 al 1085; capo della cappellania universitaria di Besançon dal 1977 al 1985; insegnante di storia della Chiesa presso il seminario maggiore di Digione dal 1980 al 1986; membro dell'Amicizia Giudaico-Cristiana dal 1980 al 1985; membro del gruppo ecumenico "pastori-sacerdoti" della Borgogna-Franca Contea dal 1980 al 1985 e membro del consiglio pastorale diocesano dal 1980 al 1985. Nel 1985 è stato inviato a Strasburgo per assumere gli incarichi di cappellano universitario del Centro Bernanos e maestro dei professi temporanei. Dal 1985 al 1988 è stato anche vicario provinciale. Dal 1988 al 1996 è stato ministro provinciale e capo della cappellania universitaria di Metz. Nel 1996 è tornato a Strasburgo. Ha preso alloggio in un ostello per studenti ed è stato di nuovo vicario provinciale dal 1996 al 1999; cappellano della Gioventù Cristiana Indipendente dal 1997 al 2004; cappellano di Pax Christi dal 1998 al 2004; superiore del convento francescano di Strasburgo nel 1999 e responsabile della formazione permanente dei frati francescani dal 2002 al 2004.
È stato anche visitatore generale francescano in Canada nel 1984, per la provincia di Lione e in Marocco nel 1987, in Ruanda e Madagascar nel 1997 e nella provincia francescana di Togo-Benin-Costa d'Avorio nel 2001.

### Ministero episcopale
Il 27 settembre 2004 papa Giovanni Paolo II lo ha nominato vescovo ausiliare di Strasburgo e titolare di Dardano. Ha ricevuto l'ordinazione episcopale il 21 aprile successivo dall'arcivescovo di Strasburgo Joseph Pierre Aimé Marie Doré, co-consacranti il vescovo ausiliare della stessa arcidiocesi Christian George Nicolas Kratz e l'arcivescovo-vescovo emerito di Perpignano-Elne Jean-Berchmans-Marcel-Yves-Marie-Bernard Chabbert.
Ha prestato servizio come incaricato della diaconia della carità nell'arcidiocesi di Strasburgo e nella regione di Colmar dove è stato anche vicario episcopale.
Il 21 aprile 2007 papa Benedetto XVI lo ha nominato arcivescovo di Strasburgo. Ha preso possesso dell'arcidiocesi il 13 maggio successivo con una cerimonia nella cattedrale di Strasburgo.
Nel novembre del 2012 ha compiuto la visita ad limina.
Il 18 febbraio 2017 papa Francesco ha accettato la sua rinuncia al governo pastorale dell'arcidiocesi per raggiunti limiti di età. In seguito si è ritirato nel santuario di Nostra Signora a Bonne-Fontaine nella Mosella.
In seno alla Conferenza episcopale di Francia è stato membro del consiglio permanente, presidente del consiglio per la giustizia e la pace, membro del consiglio per la famiglia e le questioni sociali, rappresentante presso la Commissione delle conferenze episcopali della Comunità Europea (COMECE) e membro del gruppo di lavoro "ecologia e ambiente" guidato da monsignor Marc Stenger dal novembre del 2009.

## Prese di posizione

### Dialogo ecumenico con l'ortodossia
Il 1º ottobre 2007 ha accolto a Strasburgo Alessio II, patriarca di Mosca e di tutte le Russie, alle soglie della sua storica visita fuori dalla Russia. Nell'occasione ha sottolineato l'importanza del dialogo bilaterale tra Chiese sorelle.

### Dialogo con l'Islam
In occasione dei 25 anni del Gruppo di amicizia islamo-cristiano, il 21 settembre 2007 si è recato alla moschea di Strasburgo per la fine del digiuno. Ha spiegato che il digiuno ha un significato anche per i cristiani in quanto permette di sentire "una solidarietà con i più poveri", di "svuotarsi per desiderare Dio" e, infine, di "privarsi per condividere".

### Caso di scomunica in Brasile
Dopo le polemiche suscitate dalla scomunica irrogata dall'arcivescovo di Olinda e Recife José Cardoso Sobrinho contro i medici che avevano praticato un aborto su una bambina rimasta incinta a nove anni dopo uno stupro, monsignor Grallet ha detto che la bambina era troppo "poco presente nelle discussioni".

## Genealogia episcopale e successione apostolica
La genealogia episcopale è:
- Cardinale Scipione Rebiba
- Cardinale Giulio Antonio Santori
- Cardinale Girolamo Bernerio, O.P.
- Arcivescovo Galeazzo Sanvitale
- Cardinale Ludovico Ludovisi
- Cardinale Luigi Caetani
- Cardinale Ulderico Carpegna
- Cardinale Paluzzo Paluzzi Altieri degli Albertoni
- Papa Benedetto XIII
- Papa Benedetto XIV
- Papa Clemente XIII
- Cardinale Marcantonio Colonna
- Cardinale Giacinto Sigismondo Gerdil, B.
- Cardinale Giulio Maria della Somaglia
- Cardinale Carlo Odescalchi, S.I.
- Cardinale Costantino Patrizi Naro
- Cardinale Lucido Maria Parocchi
- Papa Pio X
- Papa Benedetto XV
- Papa Pio XII
- Cardinale Eugène-Gabriel-Gervais-Laurent Tisserant
- Papa Paolo VI
- Arcivescovo Charles-Amarin Brand
- Arcivescovo Joseph Pierre Aimé Marie Doré, P.S.S.
- Arcivescovo Jean-Pierre Grallet, O.F.M.

La successione apostolica è:
- Arcivescovo Vincent Alexandre Édouard Élie Jordy (2008)
- Arcivescovo Vincent Dollmann (2012)